# Jean de La Brosse
Ne doit pas être confondu avec Jean de Brosse.
Jean de La Brosse, mort en  1567 ou 1569, est un prélat français  du XVIe siècle .

## Biographie
Jean de La Brosse est abbé de Fontenay et est nommé archevêque de Vienne en 1561. Pendant son  gouvernement l'archevêché a beaucoup à souffrir des hugenots. Lors des guerres de religion, la ville est plusieurs fois conquise. En 1562, la ville est prise par le baron des Adrets. Ses troupes saccagent plusieurs églises, dont la cathédrale. Une partie des trésors ecclésiastiques est fondue. Dès le début de la deuxième guerre de religion, en 1567, la ville est prise par Paulon de Mauvans et le cardinal-archevêque d’Aix, Saint-Chamond, qui s’est converti au protestantisme.